# Montserrat Sabater Bacigalupi
Montserrat Sabater Bacigalupi (Barcelona, 4 de mayo de 1940 - Ibíd., 3 de abril de 2020) fue una editora española.

## Biografía
Comenzó a trabajar en el sector editorial, en su juventud, a comienzos de la década de 1960, de la mano del editor Carlos Barral. Colaboró con él en la Editorial Seix Barral, donde desarrolló tareas de dirección, y junto con Jaime Salinas Bonmatí puso en marcha los Premios Formentor, durante los años 1959-1962. En las conversaciones poéticas de Formentor, organizadas por Barral en 1959 acudieron entre otros: Vicente Aleixandre, Dámaso Alonso, Gerardo Diego, Carles Riba, Josep Vicenç Foix, Blas de Otero, Juan Goytisolo, Carlos Barral, Gabriel Ferrater y Jaime Gil de Biedma.
En 1984, de la mano del editor Josep Maria Castellet, se incorporó al equipo de Edicions 62 para hacerse cargo del departamento de relaciones públicas y comunicación, hasta su jubilación en 2003. Posteriormente colaboró con Castellet ordenando, clasificando y archivando todos su fondo personal de documentos, fotografías, libros, cuadros, etc. Gracias a su labor, Sabater descubrió un pequeño cuaderno, escrito por Castellet en 1973, que el propio autor había dado por perdido, y que posteriormente se publicó en 2007 con el título de Dietari de 1973. 
En 2008 recibió, junto con Mabel Dodero, un homenaje por su labor organizativa en las Conversaciones poéticas de Formentor de 1959.
Tuvo tres hijos: Isabel, Anna y Jordi.
Falleció el 3 de abril de 2020 en Barcelona, a los 79 años a causa del COVID-19.